# Schleuse Bevergern
Die Schleuse Bevergern ist eine Schleuse am Dortmund-Ems-Kanal (DEK), in der Nähe des Nassen Dreiecks. Sie ist benannt nach der ehemaligen Stadt Bevergern, die seit 1975 Stadtteil von Hörstel im Kreis Steinfurt ist.

## Allgemeines
Die Schleuse Bevergern (DEK-km 109,3) ist das südlichste Bauwerk der so genannten Schleusentreppe Rheine. Auf diesem rund 29 Kilometer langen Kanalabschnitt wird bis zur Schleuse Gleesen (DEK-km 137,9) ein Höhenunterschied von knapp 29 Metern überwunden. Auf dem Wasserweg von Bevergern nach Gleesen müssen noch vier weitere Schleusen passiert werden: Rodde (DEK-km 112,5), Altenrheine (DEK-km 118,0), Venhaus (DEK-km 126,6) und Hesselte (DEK-Km 134,5).
Die Schleuse Bevergern wird vom Wasserstraßen- und Schifffahrtsamt Westdeutsche Kanäle betrieben und täglich, außer an Feiertagen, zwischen 06:00 und 22:00 Uhr von der Leitzentrale Bergeshövede bedient und überwacht.

## Schleusenkammern
Kleine Schleuse
Die erste Schleuse (DEK-km 109,7) wurde 1898, zusammen mit der Schleuse Bergeshövede (DEK-km 108,6), erbaut. Beide Schleusenkammern sind fast 67 m lang, 8,60 m breit und stehen der Schifffahrt nicht mehr zur Verfügung. In Bevergern betrug die mittlere Fallhöhe 4,0 m, in Bergeshövede 4,1 m.
Große Schleuse
Bereits 1916 wurde eine größere Schleppzugschleuse mit Sparbecken in Betrieb genommen. Sie ist 163,31 m lang, 9,93 m breit und überwindet die Fallhöhe von 8,1 m mit einem Schleusengang. Aufgrund ihrer Breite ist die Schleuse maximal für Europaschiffe geeignet.

## Ersatzbau
Das Wasserstraßen-Neubauamt Datteln hat mit Datum vom 22. September 2017 den Planfeststellungsbeschluss erlangt, am Standort der alten Schleusen eine neue Schleusenkammer zu errichten. Mit einer Nutzlänge von 140 m und einer Breite von 12,5 m wird sie die Passage von Großmotorgüterschiffen ermöglichen. Sie wird in der alten Fahrt parallel und nördlich der Schleppzugschleuse als Sparschleuse gebaut werden. Dazu muss die nicht mehr betriebene alte Kleine Schleuse Bevergern abgebrochen werden. Die stillgelegte alte Kleine Schleuse Bergeshövede wird umgebaut und teilverfüllt wie auch die daran anschließende Alte Fahrt. Nach Fertigstellung der Neuen Schleuse wird die Schleppzugschleuse abgebrochen und die Vorhäfen werden angepasst.
Die Vorarbeiten haben begonnen und die Fertigstellung und Freigabe für die Schifffahrt ist ab 2025 geplant.

## Nächste Schleusen
| Dortmund-Ems-Kanal |                         |                    |                         |                |
| Kanal              | obere Haltung           | Schleuse Bevergern | untere Haltung          | Kanal          |
| km 71,5            | 37,8 km ← Süden         | km 109,3           | 2,8 km → Norden         | km 112,5       |
| Schleuse Münster   | Wasserstand: 50,30 m NN | Hubhöhe 8,10 m     |                         |                |
|                    |                         | Hubhöhe 8,10 m     | Wasserstand: 42,20 m NN | Schleuse Rodde |

aktuelle Wasserstände siehe:
Etwas oberhalb liegt bei DEK-km 108,6 die stillgelegte Schleuse Bergeshövede in unmittelbarer Nähe des Nassen Dreiecks. Kurz unterhalb der alten Schleppzugschleuse liegt die Kleine Schleuse Bevergern in der Alten Fahrt.